# بوبكر كيبي
بوبكر دجيدي كيبي (10 مايو 1987

 في واغادوغو) (بالفرنسية: Boubacar Djeidy Kébé)‏ لاعب كرة قدم بوركينابي يحمل أيضا الجنسية المالية يلعب حاليا في نادي الهلال السوداني في مركز المهاجم .
لعب كيبي في أندية بوردو (2003-2007) ليبورن بالإعارة (2006-2007) ليبورن (2007-2008) نيم (2008) . ويلعب الآن في الهلال السعودي
أخيه الأكبر يحيى كيبي يلعب مهاجما في نادي الدرجة الوطنية تروا الفرنسي .

## روابط خارجية
- بوبكر كيبي على موقع قاعدة بيانات كرة القدم.إي يو (الإنجليزية)
- بوبكر كيبي على موقع ناشيونال فوتبول تيمز (الإنجليزية)
- بوبكر كيبي على موقع Soccerway.com (الإنجليزية)